# Florica Bagdasar
Florica Bagdasar, född 24 januari 1901 i Bitola, död 19 december 1978 i Bukarest, var en rumänsk politiker. Hon var hälsominister 1946–1948 och Rumäniens första kvinnliga minister.